# Каськи (Татарстан)
 Каськи  — село в Альметьевском районе Татарстана. Входит в состав Старомихайловского сельского поселения.

## География
Находится в юго-восточной части Татарстана на расстоянии приблизительно 19 км на север-северо-восток от районного центра города Альметьевск.

## История
Известно с 1762 года как чувашская деревня, упоминалось также как Смысловка, Берёзовка. C 1830-х годов начало заселяться русскими.

## Население
Постоянных жителей было: в 1859—182, в 1870—203, в 1884—254, в 1913—276, в 1920—384, в 1926—438, в 1938—497, в 1949—445, в 1958—308, в 1970—167, в 1979-92, в 1989 — 41, в 2002 — 12 (русские 100 %), 17 в 2010.